# Ebino, Miyazaki
Ebino (えびの市 Ebino-shi) là một thành phố thuộc tỉnh Miyazaki, Nhật Bản.